# Cogombre envinagrat

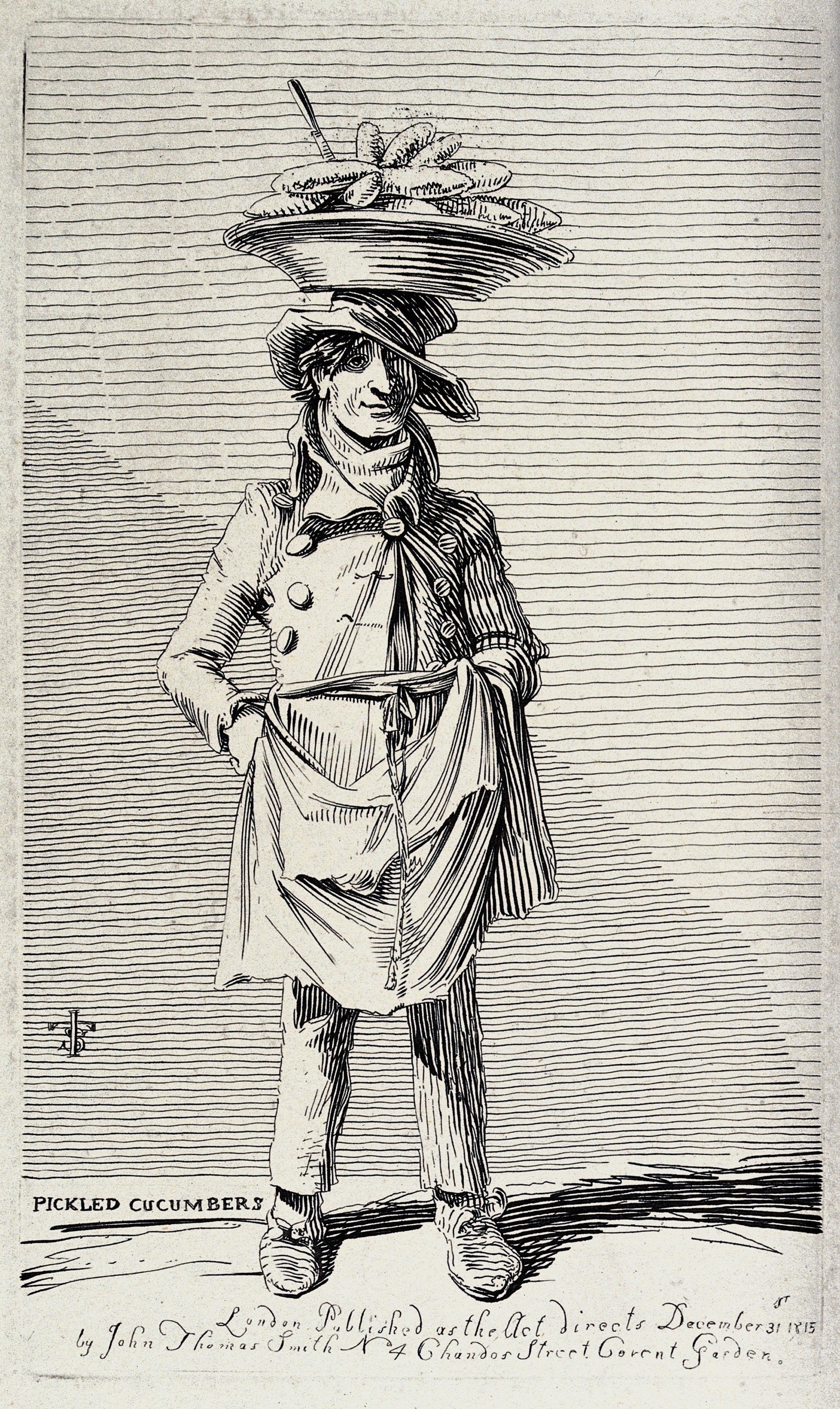
Un venedor itinerant que ven cogombres envinagrats d'un gran plat que s'equilibra al cap

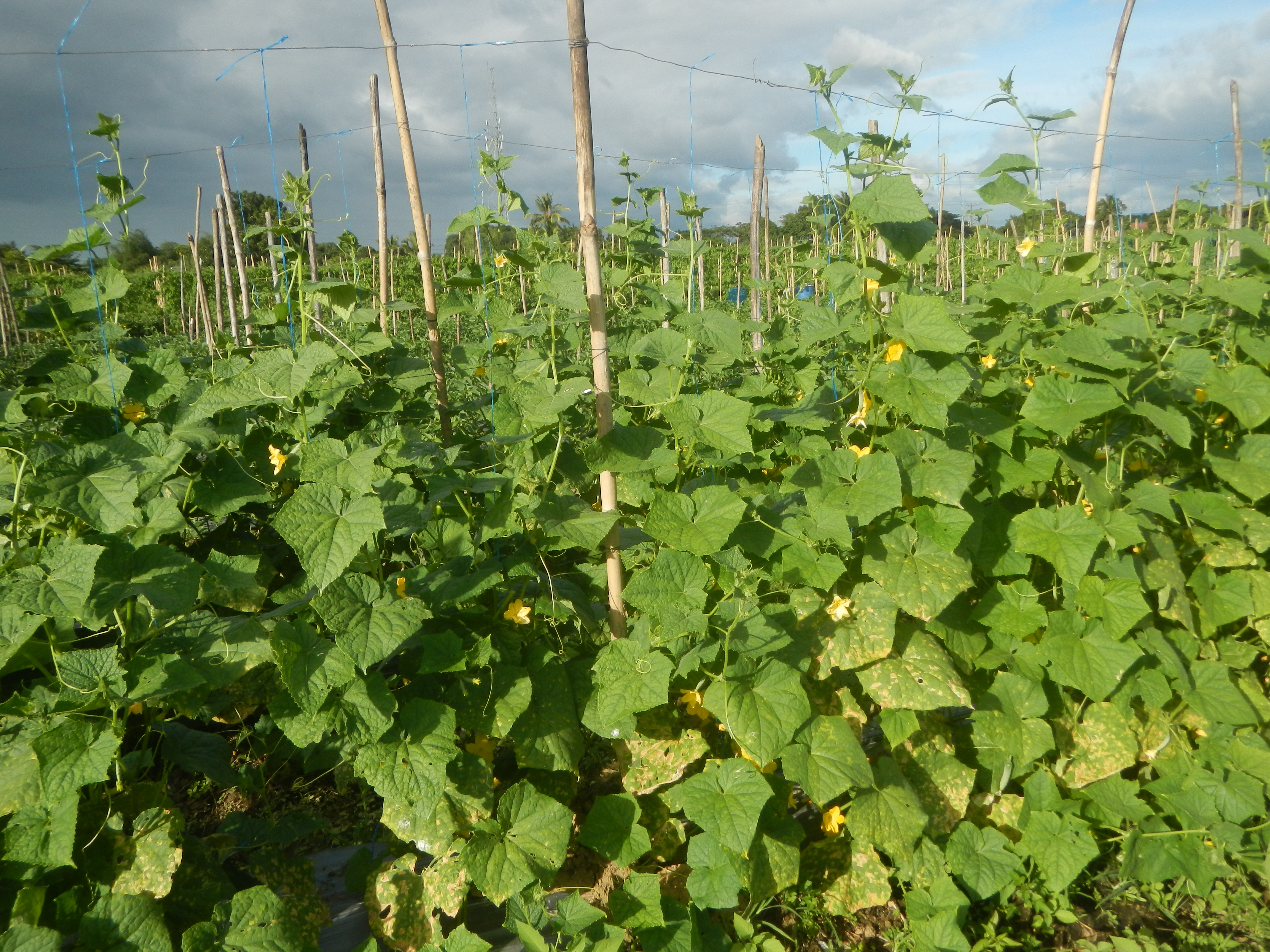
Plantació de cogombres

Els cogombres envinagrats (pickled cucumbers o pickles, en anglès) són cogombres (Cucumis sativus) immadurs de mida petita, ja que són collits quan són petits, que s'han sotmès al procés d'envinagrat, també anomenat confitat en vinagre, o han estat posats en salmorra o en una altra solució per deixar-los fermentar durant un temps, ja sigui per immersió en una solució àcida o mitjançant una lactofermentació.

## Orígens històrics
Els cogombres van ser introduïts per primer cop en salmorra en torn a l'any 2030 a.C, i es creu que procedeixen de l'Índia. Àntigament, la immersió d'aliments en vinagre era una estratègia per aconseguir conservar-los durant més temps. Aquest procés està estretament relacionat amb el menjar jueu, ja que els jueus d'Europa de l'Est preparaven menjars envinagrats per poder menjar aliments sabrosos al llarg de l'hivern.

## Procés d'elaboració

### Matèries primeres i recol·lecció
Els cogombres són hortalisses de color verd que presenten una forma cilíndrica, encara que a vegades tenen un extrem més gruixut que l'altre, fet que els dona d'una aparença més cònica. La seva superfície té unes protuberàncies o arrugues que poden o no estar coronades per petites espines. La textura dels fruits destinats a ser confitats acostuma ser ferma. Aquesta espècie és de creixement ràpid, tot i que la seva velocitat de creixement depèn de la temperatura a la qual es conreïn, fet que provoca que durant l'estiu s'haguin de recolectar diàriament. Malgrat que actualment els cogombres es poden comprar durant tot l'any gràcies als cultius d'hivernacle que han proliferat extraordinàriament a la costa sud de la Península Ibérica i a les Illes Canàries, realment el cogombre és una hortalissa d'estiu.
Segons la FAO, els principals productors de cogombres són la Xina i Turquia. A partir de les dades de la taula es pot veure com la producció espanyola d'aquesta hortalissa al 2017 va suposar menys d'un 1% de la xinesa.
| País         | Producció anual de cogombres (tones) | Producció anual de cogombres (tones) | Producció anual de cogombres (tones) | Producció anual de cogombres (tones) | Producció anual de cogombres (tones) |
| País         | 2000                                 | 2005                                 | 2010                                 | 2015                                 | 2017                                 |
| ------------ | ------------------------------------ | ------------------------------------ | ------------------------------------ | ------------------------------------ | ------------------------------------ |
| Xina         | 23269181                             | 30053076                             | 45711446                             | 60674491                             | 64874595                             |
| Turquia      | 1825000                              | 1745000                              | 1739191                              | 1822636                              | 1827782                              |
| Iran         | 1343103                              | 1720690                              | 1743992                              | 1578201                              | 1981130                              |
| Rússia       | 948461                               | 1033615                              | 1161865                              | 1910063                              | 1940010                              |
| Estats Units | 1106350                              | 960333                               | 880530                               | 790570                               | 1012378                              |
| Japó         | 766500                               | 674700                               | 587800                               | 549900                               | 559500                               |
| Ucraïna      | 709000                               | 687900                               | 860100                               | 958670                               | 896280                               |
| Egipte       | 566980                               | 600000                               | 631408                               | 495982                               | 488723                               |
| Mèxic        | 459261                               | 475443                               | 625215                               | 817800                               | 956005                               |
| Espanya      | 425000                               | 485170                               | 666274                               | 705776                               | 634824                               |
| Total        | 8149655                              | 38435927                             | 54607821                             | 70304089                             | 75171227                             |

A Espanya, la recol·lecció és fonamentalment manual, encara que en altres països es duu a terme una recol·lecció mecanitzada, tot i que destrueix el conreu. Amb la recol·lecció manual s'obté un major percentatge de fruits petits, molt més apreciats pels consumidors que els més grans, més abundants en les recol·leccions mecanitzades.

### Classificació i selecció
Els cogombres es classifiquen segons el seu diàmetre, aquesta característica és important a causa de la major demanda comercial de mides petites. No existeix cap uniformitat internacional de la classificació dels cogombres. La següent taula mostra els sistemes propis d'Espanya, Estats Units i els Països Baixos, els quals es fonamenten, per exemple, en quin és el mètode de recolecció més habitual, que, com s'ha esmentat, está fortament relacionat a la mesura dels cogombres obtinguts.
| Classe | Espanya        | Estats Units   | Països Baixos  |
| 1ª     | menys de 21 mm | menys de 27 mm | menys de 19 mm |
| 2ª     | 21 a 24 mm     | 27 a 38 mm     | 19 a 26 mm     |
| 3ª     | 25 a 28 mm     | 38 a 50 mm     | 26 a 33 mm     |
| 4ª     | 29 a 32 mm     | més de 50 mm   | 33 a 47 mm     |

### Rentat
Abans del procés de fermentació els cogombres han de ser rentats per disminuir la brutícia i les restes de terra, ja que aquesta com la presència de restes de fulles o fruits descompostos, dificulta el normal desenvolupant de la fermentació natural, raó per la qual el rentat és un pas imprescindible en l'esquema d'elaboració. De fet, aquest rentat abans de la fermentació elimina la major part dels microorganismes existents a la seva superfície, augmentant d'aquesta manera el percentatge de bacteris làctics beneficiosos en la flora total.
Normalment el rentat es fa amb aigua, ja que amb aquesta és suficient per eliminar qualsevol brutícia adherida i reduir els microorganismes perjudicials. Un exemple de maquinària eficient pel rentat són: les rentadores de tipus rotatiu compostes per un cilindre de xapa perforada submergit parcialment en aigua i dutxes a pressió, les rentadores centrífugues també amb dutxes a pressió i els banys amb raspalls giratoris.

### Selecció
L'etapa de selecció consta de diverses operacions, destinades a augmentar la qualitat de la matèria primera rentada que es vol fermentar. El procés més important inclòs a la selecció és l'eliminació de les flors i els peduncles que romanen adherits al fruit. Aquesta operació es duu a terme mecànicament en una cinta transportadora que disposa de rodets que atrapen les flors, els peduncles i altres restes vegetals, separant-los dels fruits mentre aquests continuen avançant per la cinta. L'interès d'aquest procés rau en l'eliminació de les parts de la planta que contenen de manera natural poblacions de fongs que són fonts d'enzims responsables del reblaniment dels cogombres fermentats.

### Fermentació
La fermentació consisteix en posar els cogombres en una solució salina i deixar que la flora microbiana fermenti el producte. Si únicament s'afegís aigua els cogombres s'estovarien i s'acabarien podrint-se, a causa de l'acció de fermentacions no desitjades. Per això, cal crear un medi adequat i favorable per la fermentació làctica que s'aconsegueix mitjançant la concentració de sal i el descens del pH de la salmorra per la producció d'àcid làctic per parts dels bacteris.
La fermentació es pot realitzar en dipòsits de diferents tipus (plàstic, fusta, ciment o fibra de vidre) i de diferent capacitat (des de 120 fins a 14000 litres o més). Aquests bidons i/o dipòsits han d'estar degudament netejats abans del seu ús o immediatament després d'utilitzar-los. La neteja s'acostuma a fer amb aigua a pressió per eliminar les restes que solen quedar adherides a les parets, seguit d'una altra neteja amb aigua que contingui un mínim de 100 ppm de clor lliure, o algun altre producte germicida, i finalment s'esbandeix amb aigua a pressió.

#### Fermentació amb baixa i alta salinitat
Existeixen dos mètodes per a la fermentació làctica, depenent de la concentració de la salmorra utilitzada inicialment, coneguts com a mètode de baixa salinitat i mètode d'alta salinitat, i es poden definir com:
- Mètode de baixa salinitat. En aquest mètode, un cop es tenen els dipòsits amb el cogombres, s'addiciona una salmorra que contingui un 8% de sal, i es manté aquesta concentració durant una setmana. Després, setmanalment, s'incrementa la concentració de sal en un 0.8%, fins a arribar a una concentració del 16% de sal. Mitjançant aquest mètode s'aconsegueix que la fermentació es doni ràpidament, però això comporta alhora un major risc de desenvolupament de bacteris perjudicial i de què els cogombres no tinguin la mateixa fermesa que s'obté amb el mètode de salinitat alta.[2]
- Mètode d'alta salinitat. En aquest mètode s'addiciona una salmorra que conté un 10% de sal, amb la que es manté el dipòsit durant una setmana. A continuació, i de forma setmanal s'afegeix sal per elevar la concentració de la sal en un 0.5% fins a arribar al 16%. En aquest mètode la fermentació és una mica més lenta, però el risc de què apareguin microorganismes responsables d'alteracions és menor i generalment s'aconsegueix una major fermesa en els cogombres.[2]

Addicionalment, existeix un mètode alternatiu, en el qual partint de qualsevol dels dos mètodes anteriors (baixa o alta salinitat), es manté constant la concentració de sal fins que finalitza la fermentació. Arribat a aquest punt s'afegeix sal per arribar a la concentració final de 16% de sal.

#### Canvis químics durant la fermentació
El principal canvi químic durant la fermentació és la transformació dels sucres continguts en els fruits en àcid làctic a causa de l'acció dels microorganismes. Tot i que l'àcid làctic és el producte principal de la fermentació també s'obtenen altres productes com àcid acètic, alcohols i èsters. A mesura augmenta la producció d'àcid làctic durant la fermentació el pH inicial de la salmorra (6.5-7) descendeix fins a valors de pH de 3.4-3.8.

#### Canvis físics durant la fermentació
En les primeres 48-72 hores de la fermentació els cogombres perden pes i s'arruguen com a conseqüència de la difusió dels sucres, proteïnes, minerals i altres substàncies contingudes en els cogombres per osmosi a la salmorra. De fet, els bacteris de l'àcid làctic utilitzaran aquestes substàncies per poder créixer. Després la sal comença a entrar en els teixits juntament amb l'aigua provocant que els cogombres recuperin la seva situació i pes normals.

#### Canvis microbiològics durant la fermentació
La fermentació está protagonitzada pels bacteris de l'àcid làctic, bacteris productors de gasos i llevats, tres grups de microorganismes presents de manera natural en els fruits i la terra adherida a ells. Sobre aquests cal destacar el següent:
1. Els bacteris de l'àcid làctic són els principals responsables dels majors canvis en els cogombres. Els més importants són Leuconostoc mesenteroides, que predomina sobre la resta de microorganismes a l'inici del procés fermentatiu (sobretot amb salinitats baixes i temperatures no gaire altes), Streptococcus faecalis, Pediococcus cerevisiae i Lactobacillus brevis, que, a més dalliberar àcid, també és una productora de gasos. En la majoria de les salmorres, Lactobacillus plantarum és el bacteri que sintetitza una major quantitat d'àcid làctic i que predomina sobre tots després dels primers compassos de la fermentació.[2]
2. Dins del grup de bacteris productors de gasos hi són certes espècies del gènere Aerobacter i Lactobacillus brevis.[2]
3. Els llevats participen en la fermentació d'un gran nombre de substrats vegetals i, en el cas de l'elaboració de cogombres envinagrats, participen dos grans grups d'aquests microorganismes eucariotes:
  - Llevats oxidatius. Oxidan l'àcid làctic, donant lloc a males olors i a un producte final de pitjor qualitat. Generalment formen una pel·lícula en la superfície de la salmorra. Destaquen els gèneres Debaromyces, Endomycopsis i Candida. La reducció dels nivells d'àcid làctic suposa un augment significatiu del pH.[2]
  - Llevats que fermenten restes de sucres. El seu metabolisme genera CO₂ i alcohol. Els gèneres inclosos en aquest segon grup són Torulopsis, Brettanomyces, Zygosaccharomyces, Hansenula y Kloeckera. El àcid sòrbic es pot emprar com inhibidor del creixement d'aquests llevats.[2]

### Dessalat

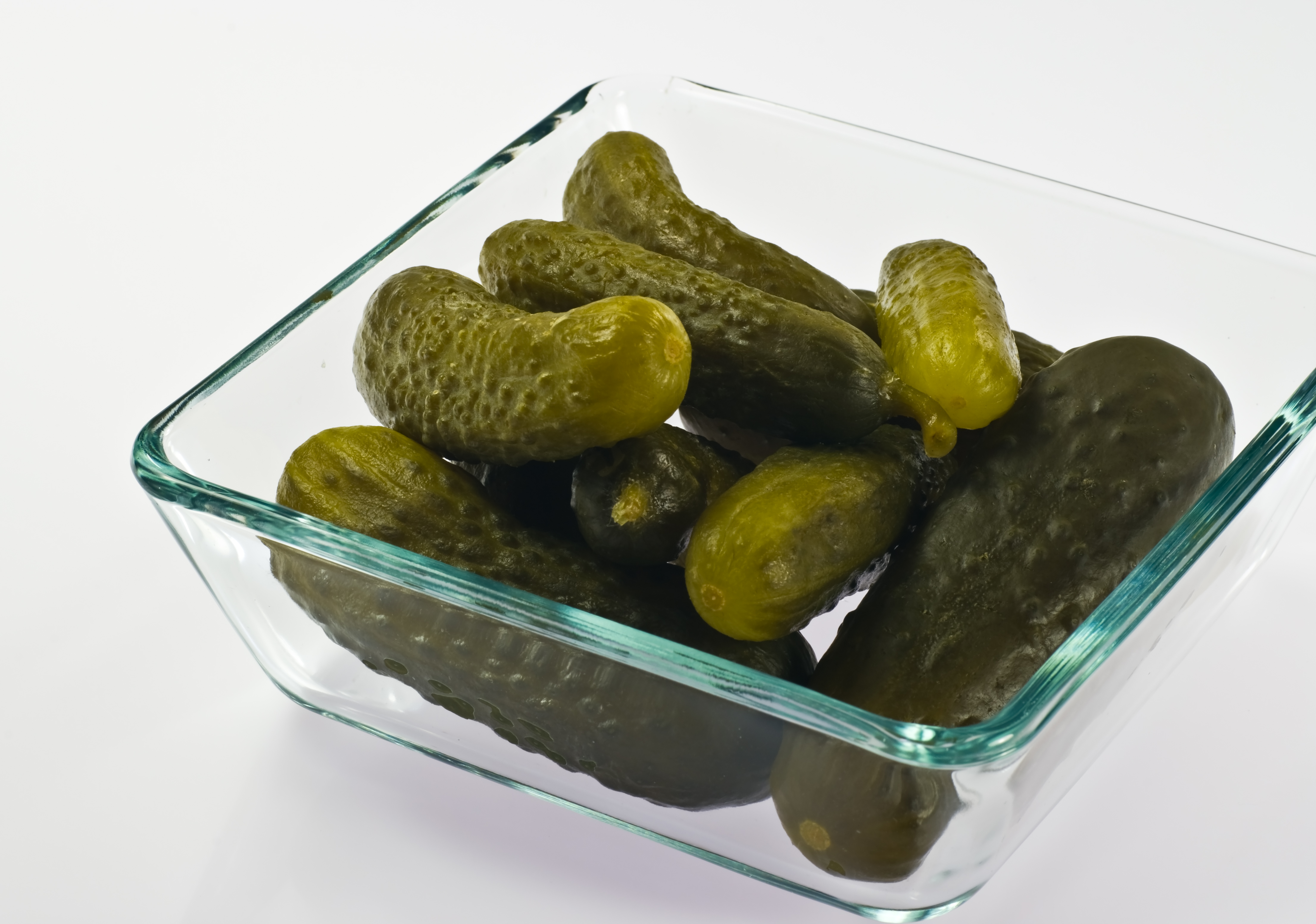
Cogombres envinagrats

Els cogombres emmagatzemats en salmorra no poden consumir-se directament, sinó que abans de processar el producte, aquest ha de ser prèviament dessalat. El procés de dessalat es realitza mitjançant rentats amb aigua temperada fins que s'arriba a una concentració del 4% de sal. Un altre mètode de dessalat es basa en utilitzar aigua corrent durant unes hores per després realitzar un bany amb aigua temperada. En ocasions s'afegeix algun producte per millorar la textura com alum o clorur càlcic durant aquesta operació.

### Pasteurització
La pasteurització elimina tant els microorganismes responsables del deteriorament dels cogombres confitats com aquells que fermentan la matèria primera. Aquest tractament tèrmic evita les alteracions que, potencialment, podrien ser perjudicials, així com canvis en la textura i el sabor dels cogombres. La temperatura de pasteurització que ha d'assolir l'envàs en el qual es troben els cogombres és de 75 °C durant 15 minuts, després ha de refredar-se de forma progressiva, però lenta, per sota de 40 °C per evitar pèrdues de textura en els fruits. Es tracta d'un procés en continu que es realitza en un túnel de pasteuritzat (amb vapor o amb dutxes d'aigua calenta a l'entrada i freda a la sortida).

## Alteracions i deteriorament dels cogombres

### Reblaniment dels cogombres
El reblaniment dels cogombres es deu, fonamentalment, a l'activitat de dos enzims, la poligalacturonasa i la pectinesterasa, que descomponen i destruixen les pectines dels teixits. Aquest procés suposa la pèrdua de la textura i la fermesa dels cogombres, que s'acaben estovant. Ambdós enzims poden ser produïts per llevats, fongs (com, per exemple, dels gèneres Penicillium, Fusarium o Aspergillus) o bacteris (com ara Bacillus) presents en els fruits i les flors del cogombre.
El reblaniment es pot veure afavorit per la presència de flors, brutícia i restes vegetals en els dipòsits de fermentació, l'exposició del producte a l'aire o la utilització d'una salinitat massa baixa durant la fermentació. La correcta neteja dels fruits i l'eliminació de flors, peduncles i altres restes vegetals són les dues accions que minimitzaran el risc d'alteració dels cogombres.

### Formació de cavitats
Els cogombres poden presentar cavitats al seu interior a causa de dos fenòmens diferenciats, un associat al procés de fermentació i un altre al seu cultiu al camp, comentats a continuació:
- Els cogombres poden deformar-se per l'acció dels diversos gasos acumulats al seu interior que produeixen una pressió que termina separant els teixits interns i formant cavitats. Aquest tipus d'alteració pot presentar-se en cogombres de qualsevol mida, però és més freqüent en els més grans. En funció del lloc del fruit en el qual s'acumula el gas i del seu volum, las cavitats reben diferents noms, com ara globus, lents o bresca d'abella. La fermentació natural dels cogombres produeix grans quantitats de gas, principalment CO₂, i les seves fonts són molt diverses i totes són susceptibles d'induir la formació de buits als cogombres. Aquestes fonts són, per exemple, llevats, bacteris del gènere Aerobacter, bacteris productors de gas (com Lactobacillus brevis) o fins i tot la respiració cel·lular dels texits dels fruits. Dues estratègies útils que es fan servir sovint per evitar la formació de les cavitats és inocular la salmorra amb Lactobacillus plantarum i purgar el CO₂ amb gas nitrogen.
- Durant el seu cultiu, els cogombres es poden veure afectats per l'activitat de diferents insectes, com ara escarabats,[6] la mosca de la fruita (Drosophila melanogaster)[7] o el cuc del cogombre (Diaphania nitidalis).[6][8] Un control adequat de la presència d'aquests petits invertebrats en les explotacions permetrà evitar la formació d'aquests forats. No obstant això, en cas que l'alteració sigui òbvia, els fruits afectats es podran descartar en les primeres fases del procés d'elaboració.

### Envermelliment
Esporàdicament s'han detectat lots de diferents productes de cogombres envinagrats (per exemple, rodanxes) caracteritzats pel desenvolupament d'un color vermell a la superfície dels fruits. En aquests lots fets malbé es van poder aïllar soques de Lactobacillus casei i Lactobacillus paracasei. Succesius experiments van demostrar que ambós microorganismes produïen aquest malbaratament en ser inoculats en cogombres en vinagre en els quals s'havia utilitzat tartrazina com a colorant groc de la salmorra. No obstant això, el color vermell derivat de la degradació de tartrazina es pot evitar, per exemple, utilitzant altres colorants, com la curcumina. A més, també es va poder demostrar que l'addició de benzoat de sodi a les preparacions de salmorra impedeix el creixement dels bacteris de l'àcid làctic responsables d'aquesta alteració dels cogombres.

## Noves tècniques aplicades a la producció de confitats

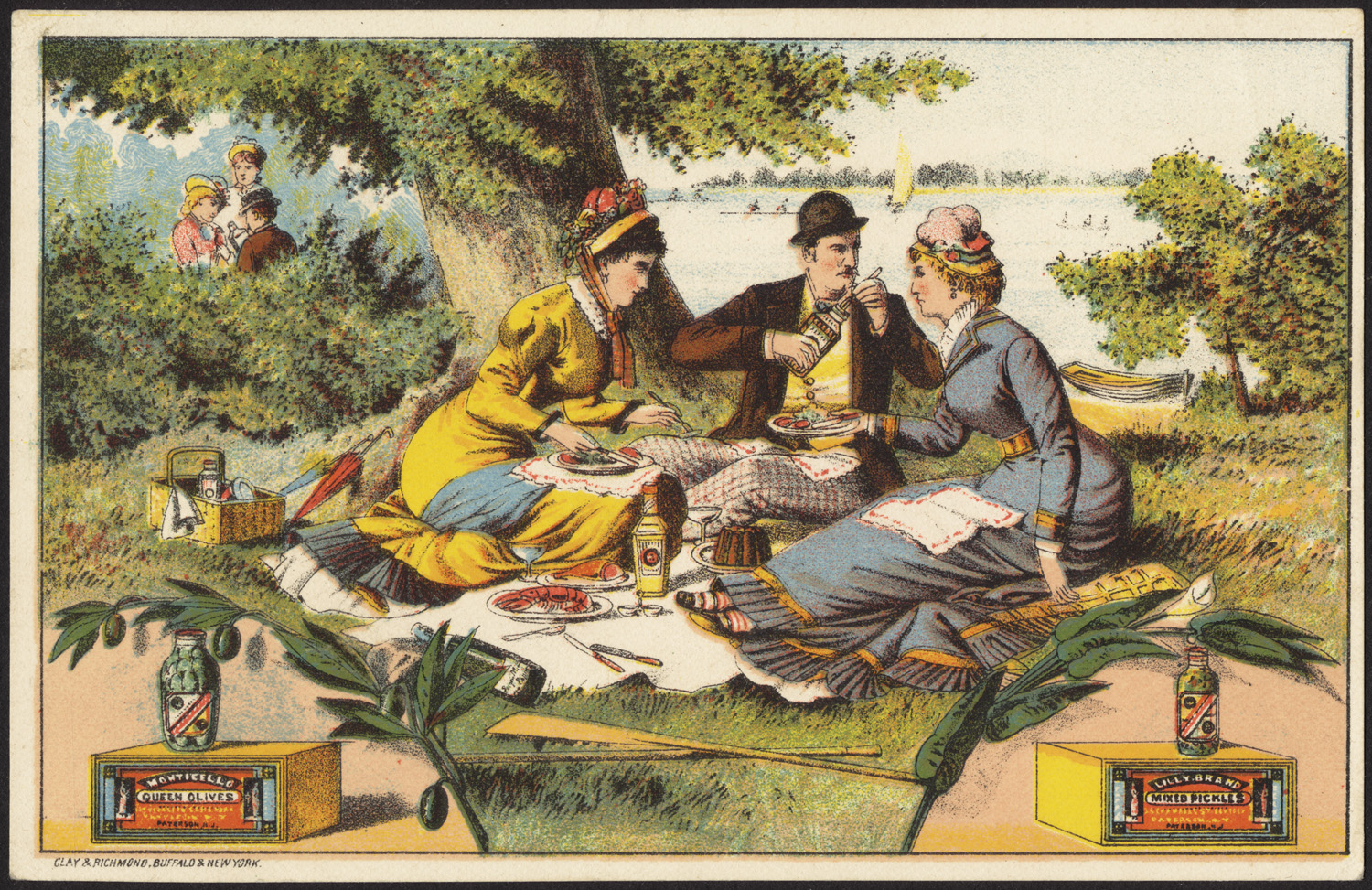
Un anunci de finals del secle XIX de cogombres envinagrats de la marca Lilly Brand

### ProcésVeri-Green
El 1982 es va patentar el procés Veri-Green, que, mitjançant la incorporació de zinc als cogombres després de la fermentació, els confereix el seu color verd característic a aquests productes. Aquesta patent va ser sol·licitada per Continental Can Company (ara Crown Holdings, Inc) per al enllaunat comercial de vegetals amb sals metàl·liques a la solució de salmorra. Aquest procés implica la immersió dels vegetals en aigua amb la suficient quantitat de sals de zinc (Zn2+) i coure (Cu2+) per augmentar la concentració d'aquests ions metàl·lics en els teixits fins 100-200 ppm. L'empresa va indicar en la patent que els vegetals verds processats segons aquesta estratègia eren més verds que els elaborats per procediments convencionals. Es va intentar utilitzar altres ions metàl·lics divalents o trivalents, però el resultat no era tan positiu. Temps després es va poder identificar que els pigments presents en els vegetals tractats pel mètode Veri-Green eren feofitina de zinc i pirofeofitina de zinc.

## Aspectes nutricionals i gastronòmics

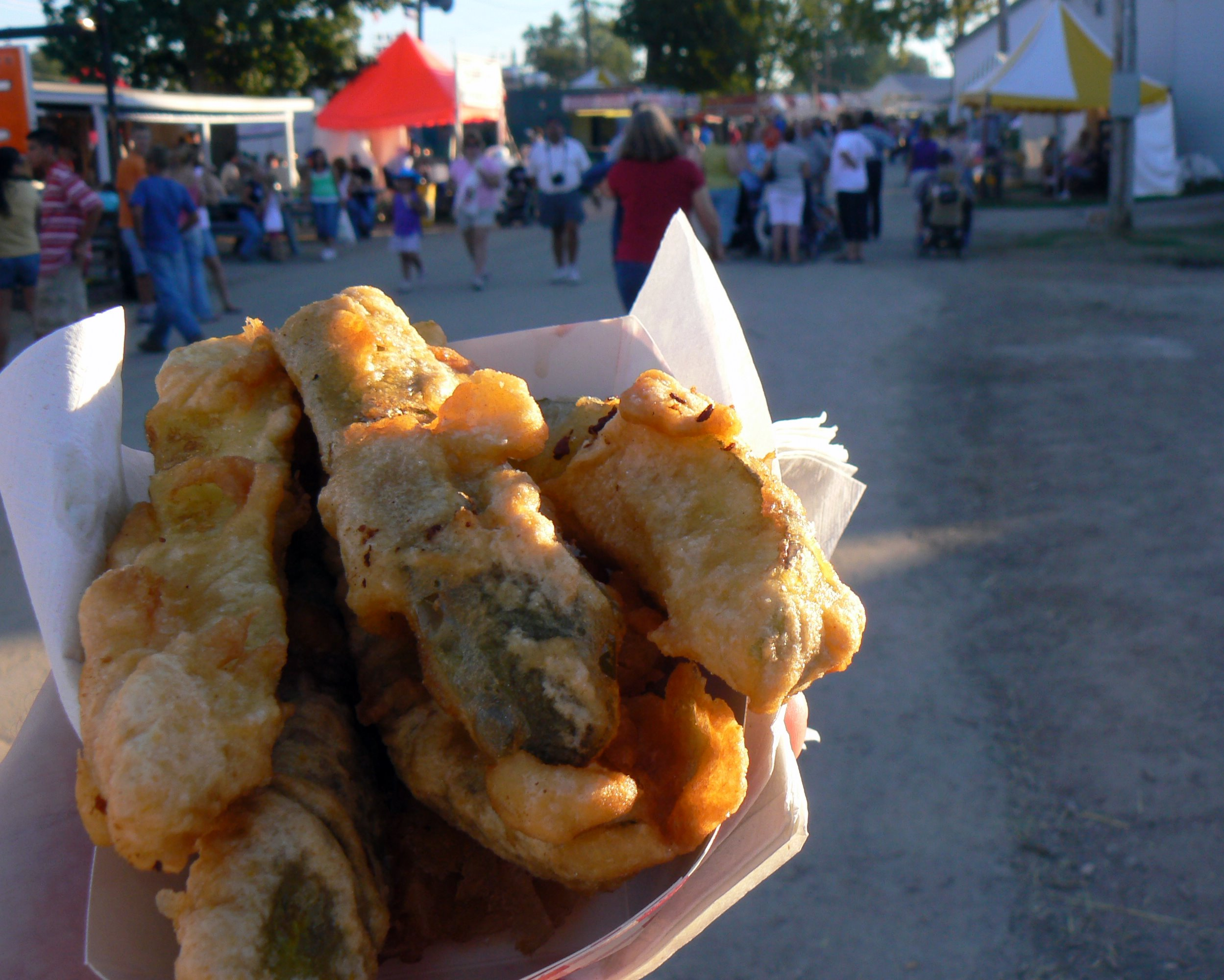
Cogombres envinagrats fregits

### Valor nutricional
Els cogombres envinagrats són un aliment amb un baix contingut calòric. A nivell nutritiu representen una font de vitamines com la A, B6, E i C. A més aporten una bona quantitat de minerals com ferro, calci, fòsfor, potassi, magnesi i zinc. No obstant, té un contingut elevat de sodi procedent de la seva curació en salmorra, per la qual cosa s'ha de tenir en compte en el cas de dietes hiposòdiques.

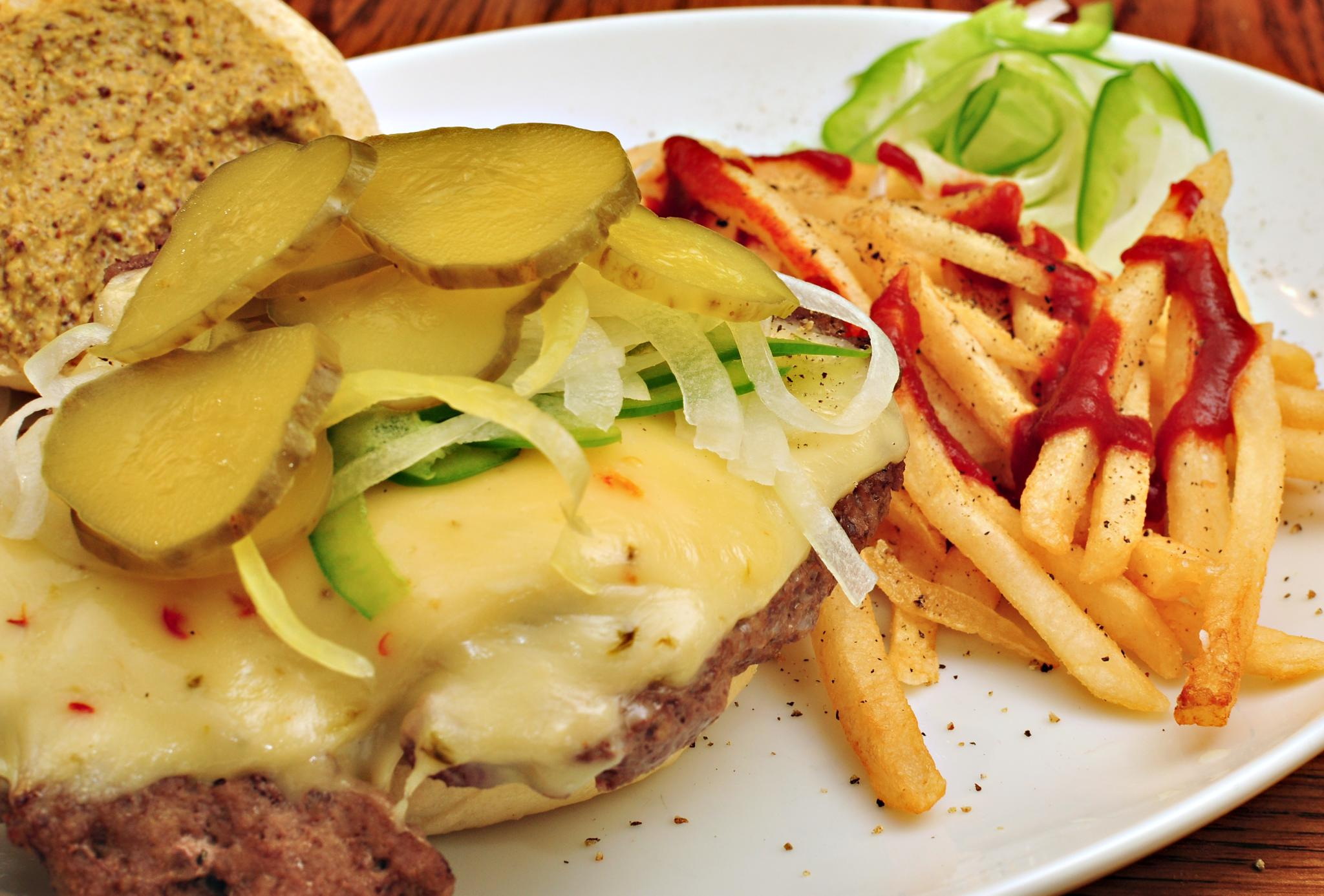
Cogombres envinagrats en una hamburguesa

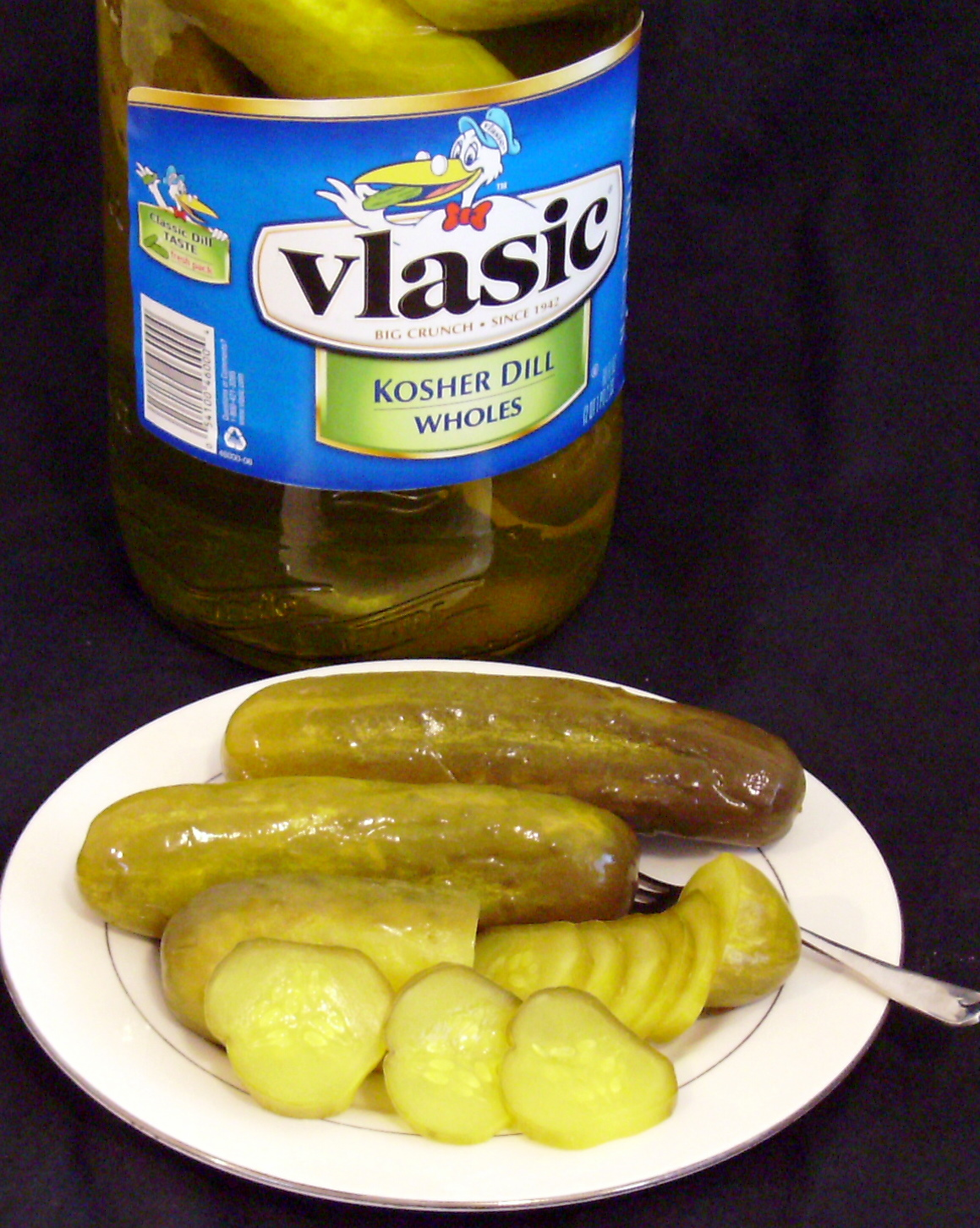
Adobat a l'anet de tipus Kosher

|                                          | Per cada 100 grams |
| ---------------------------------------- | ------------------ |
| Energia (Kcal)                           | 25                 |
| Proteïnes (g)                            | 1.7                |
| Lípids (g)                               | 0                  |
| Hidrats de carboni (g)                   | 4.5                |
| Fibra (g)                                | 1.2                |
| Aigua (g)                                | 92.6               |
| Calci (mg)                               | 30                 |
| Ferro (mg)                               | 1.6                |
| Magnesi (mg)                             | 11                 |
| Zinc (mg)                                | 0.3                |
| Sodi (mg)                                | 960                |
| Potassi (mg)                             | 110                |
| Fòsfor (mg)                              | 30                 |
| Tiamina (mg)                             | 0.003              |
| Riboflavina (mg)                         | 0.022              |
| Equivalents de niacina (mg)              | 0.2                |
| Vitamina B6 (mg)                         | 0.38               |
| Folats (μg)                              | 6                  |
| Vitamina C (mg)                          | 1                  |
| Vitamina A [equivalents de retinol] (μg) | 10.3               |
| Vitamina E (mg)                          | 0.16               |

### Diversitat culinària
Els cogombres envinagrats són un aliment molt versàtil el qual pot exercir com a aliment principal, com a guarnició o per a la preparació de diversos plats. El seu ús més comú és en emparedats o en hamburgueses, tot i això, el seu ús s'ha diversificat conforme a la seva expansió pel món: al Japó es consumeixen en broquetes, a Anglaterra acompanyen al seu plat més típic el fish and chips, a França es fa servir per a la preparació de la salsa tàrtara, a Alemanya es fa servir per a la preparació d'amanides com la Kartoffelsalat, a Rússia i Ucraïna s'utilitza per a la preparació de sopes com la Rassolnik i als Estats Units es fregeixen amb un arrebossat.
Una altra forma de consum, la qual involucra no als cogombres, sinó a el suc o la salmorra resultant, és la seva addició per a la preparació de begudes com el pickleback o el dill pickle martini.

### Altres envinagrats
La gran varietat de confitats és resultat dels diferents mètodes de preparació, els quals es poden agrupar en tres tipus: àcids, dolços i a l'anet.
L'adobat a l'anet consisteix en la seva addició a herbes la qual cosa atorga un sabor distintiu i fresc als cogombres. La seva principal característica és que la fermentació es duu a terme en una salmorra a molt baixa concentració ja que és acidificada amb vinagre.
Generalment l'anet s'acompanya amb altres espècies les quals varien segons el tipus de producte. Els adobats a l'anet més populars són el Kosher i el Polski Ogorki. Sent que tots dos provenen del mateix origen, la seva preparació és similar i tots dos segueixen les lleis dietètiques jueves, no obstant això, la principal diferència és que en la variant Kosher el principal ingredient és l'all, mentre que en la variant polonesa s'agreguen múltiples espècies com la mostassa o el rave picant.
Quant als adobats àcids, el seu principal ingredient és el vinagre, que li confereix aquesta acidesa. Aquest tipus de cogombres sol venir en diverses presentacions ja sigui sencer o trossejat.
Per als adobats dolços o semidolços, igual que els altres tipus de confitats, també s'utilitza vinagre. No obstant, en aquest cas s'agrega sucre, espècies i en alguns casos fruits sencers o trossejats. Un exemple són els cinnamon pickles, populars al sud dels Estats Units i la seva preparació inclou l'ús de dolços amb sabor de canyella i un alt contingut de colorant vermell o verd, ja que aquests tendeixen a consumir-se per Nadal.